# Ctenomys occultus
Ctenomys occultus är en däggdjursart som beskrevs av Thomas 1920. Ctenomys occultus ingår i släktet kamråttor och familjen buskråttor. IUCN kategoriserar arten globalt som starkt hotad. Inga underarter finns listade i Catalogue of Life.
Denna gnagare är bara känd från provinsen Tucumán i nordvästra Argentina. Det är nästan inget känt om artens levnadssätt. Landskapet som fanns i området omvandlades huvudsakligen till odlingsmark.